# Rhynchopyga garleppi
Rhynchopyga garleppi là một loài bướm đêm thuộc phân họ Arctiinae, họ Erebidae.